# تحصیل بوریوالا
تحصیل بوریوالا (به انگلیسی: Burewala Tehsil) یک تحصیل در پاکستان است که در پنجاب واقع شده‌است. تحصیل بوریوالا ۱٬۳۱۳ کیلومتر مربع مساحت دارد.